# Laust Jensen (journalist)
 For alternative betydninger, se Laust Jensen. (Se også artikler, som begynder med Laust Jensen)
Laust Jensen (28. august 1914 i Skærbæk Sogn – 22. august 1996) var en dansk journalist og chefredaktør.
Jensen begyndte sin karriere som journalist ved en række jyske aviser fra 1935. I 1952 blev han redaktionssekretær og senere redaktionschef på Århus Stiftstidende, men rykkede i 1958 til Politiken til en stilling som redaktionssekretær. Han var i chefredaktionen på Jyllands-Posten fra 1964 til 1970 og blev derefter chefredaktør på Berlingske Tidende, hvor han var til 1976. Her vendte han tilbage til Jyllands-Posten ansvarshavende chefredaktør og administrerende direktør indtil 1984. Fra 1985 til 1993 var han formand for avisens bestyrelse.
Laust Jensens ledelsesperiode var ikke revolutionerende, men han var hovedkraften bag at Jyllands-Posten gik fra at være jydernes avis til at blive Danmarks største morgenavis.
Jensen udgav sine memoirer i 1994 med titlen Avisen indefra. Samme år indstiftede Jyllands-Posten den journalistiske hædersbevisning Laust Jensen-prisen.